# Restrepiella
Restrepiella – rodzaj roślin z rodziny storczykowatych (Orchidaceae). Obejmuje 3 gatunki występujące w Ameryce Południowej, Północnej i Środkowej w takich krajach i regionach jak: Belize, Brazylia, Kolumbia, Kostaryka, Salwador, Floryda, Gwatemala, Honduras, Meksyk

## Systematyka
Rodzaj sklasyfikowany do podplemienia Pleurothallidinae w plemieniu Epidendreae, podrodzina epidendronowe (Epidendroideae), rodzina storczykowate (Orchidaceae), rząd szparagowce (Asparagales) w obrębie roślin jednoliściennych.
Wykaz gatunków
- Restrepiella doucetteana L.Salm
- Restrepiella ophiocephala (Lindl.) Garay & Dunst.
- Restrepiella ovatipetala (Chiron & Xim.Bols.) Rojas-Alv. & Karremans